# Carlo Alberto Baltieri
Carlo Alberto Baltieri (* 8. August 1922 in Verona; † 13. Mai 1991 in Rom) war ein italienischer Filmeditor und Filmregisseur.

## Leben
Baltieri war 1944 an zwei Filmen Giorgio Ferronis als Regieassistent beteiligt und drehte drei Jahre später mit La mascotte dei diavoli blu seinen einzigen Film als Drehbuchautor und Regisseur. Zwischen 1969 und 1972 war er bei mehreren Filmen als Editor für den Schnitt verantwortlich.

## Filmografie (Auswahl)
- 1947: La mascotte dei diavoli blu (Regie)

Editor
- 1970: Giunse Ringo e… fu tempo di massacro